# Dikodougou
Dikodougou  est un département situé au nord de la Côte d'Ivoire, dans la région du Poro, district des savanes. Après la Scission avec celui de Korhogo, le département de Dikodougou comprend trois sous-préfectures : La sous-préfecture de Dikodougou, de Guiembé et de Boron. 
Ouvert sur une superficie de 2472 Km², le département de Dikodougou compte une population de 73.585 habitants soit une densité moyenne de 30 habitants au Km², selon le Recensement Général de la Population et de l'Habitat de 2014.  
Il est limité au sud-est par le département de Niakaramandougou, au sud par Mankono, au nord et à l’ouest par le département de Korhogo.  
La population de Dikodougou est composée d'autochtones Sénoufo (Les Koufoulo et les Fodonon), d’allochtones originaires de diverses régions de la Côte d’Ivoire, notamment les Malinké, les Akan, les Wê...  et aussi  d’allogènes ressortissants de la CEDEAO.   